# Saurocephalus
Saurocephalus (uit het Grieks: σαῦρος, saûros, 'hagedis' en Grieks: κεφαλή, kephalḗ,'hoofd') is een geslacht van uitgestorven straalvinnige beenvissen binnen de familie Saurodontidae. Het geslacht werd voor het eerst beschreven in 1824 en bevat zes of zeven soorten, waaronder de typesoort Saurocephalus lanciformis. Saurocephalus verscheen voor het eerst tijdens het Vroeg-Valanginien en ging verder naar het Maastrichtien, toen het uitstierf.

## Vondst en naamgeving
In 1803 werd door de derde president van Amerika Thomas Jefferson de legendarische Expeditie van Lewis en Clark uitgezonden om de enorme gebieden in de Louisiana Purchase verworven van Napoleon I te onderzoeken. Daarbij moest speciale aandacht worden besteed aan fossielen, die de amateurpaleontoloog Jefferson bijzonder interessant vond. 

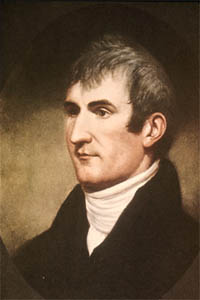
Merriwether Lewis

Terwijl ze de Missouri opvoeren, vonden ze in 1804 een stuk kaak, op een in latere jaren lange tijd niet meer met zekerheid te identificeren locatie; geopperd werd dat het opgegraven was bij de Soldier's Creek in Iowa. Het vertegenwoordigde het eerste fossiel van een gewervelde dat ooit in het westen van de Verenigde Staten van Amerika ontdekt zou worden en het enige fossiel dat nu nog van de expeditie bewaard is. Fossielen werden in 1805 teruggestuurd naar de American Philosophical Society. In 2000 werden hun labels weer ontdekt. Een label door Lewis geschreven beschrijft het vissenfossiel als the petrif[i]ed jaw bone of a fish. Ook werd de ontdekker aangegeven als Patrick Gass die het op 6 augustus 1804 op de Council Bluffs van Iowa geborgen zou hebben.
Eerst in 1824 kon het stuk beschreven worden omdat er toen pas de eerste professionele paleontoloog in de USA actief was, Richard Harlan. Harlan dacht dat het om een reptiel ging, vermoedelijk een lid van de Ichthyosauria. Hij benoemde de typesoort Saurocephalus lanciformis. De geslachtsnaam 'reptielkop' weerspiegelde zijn classificatie. De soortaanduiding betekent 'lansvormig' en verwijst naar de tandvorm die erg op die van reptielen lijkt, wat veel onderzoekers zou verwarren. Het holotype is PANS 5516, een bovenkaaksbeen.
Later zou er meer materiaal gevonden worden, voornamelijk van de kaken en die maakten duidelijk dat het wel degelijk om basale vissen ging. In 1969 werd gesteld dat er geen enkele romp bekend was en nauwelijks delen van het schedeldak.
Op basis van saurocephalusfossielen uit de VS zouden nog eens drie soorten beschreven worden. In 1872 benoemde Edward Drinker Cope een Saurocephalus arapahovius op basis van holotype AMNH 2073, een bovenkaaksbeen. De soortaanduiding verwijst naar de Arapaho. In 1898 benoemde Stewart een Saurocephalus dentatus, 'de getande', gebaseerd op holotype KU154, twee paar kaken. In 1899 benoemde Hay een Saurocephalus pamphagus, 'de slokop', gebaseerd op holotype AMNH 7355, een fragmentarische schedel. Al die drie soorten worden tegenwoordig als jongere synoniemen van de typesoort beschouwd, slechts individuele variatie vertegenwoordigend. AMNH 7355 toont ook een duidelijke vergroeiing door ziekte waardoor zijn muil groter lijkt.
Eén soort komt uit Nederland. In 1878 benoemde William Davies Saurocephalus woodwardii waarvan de soortaanduiding Henry Woodward eert. Deze soort is gebaseerd op materiaal uit het Maastrichtien van Maastricht, wat het tot de jongste bekende soort maakt. Het holotype is NHM 42979, een rechteronderkaak. Er is verder geen duidelijk verschil met de typesoort. Van S. woodwardii worden nog steeds soms fossielen in Limburg en Luik gevonden.

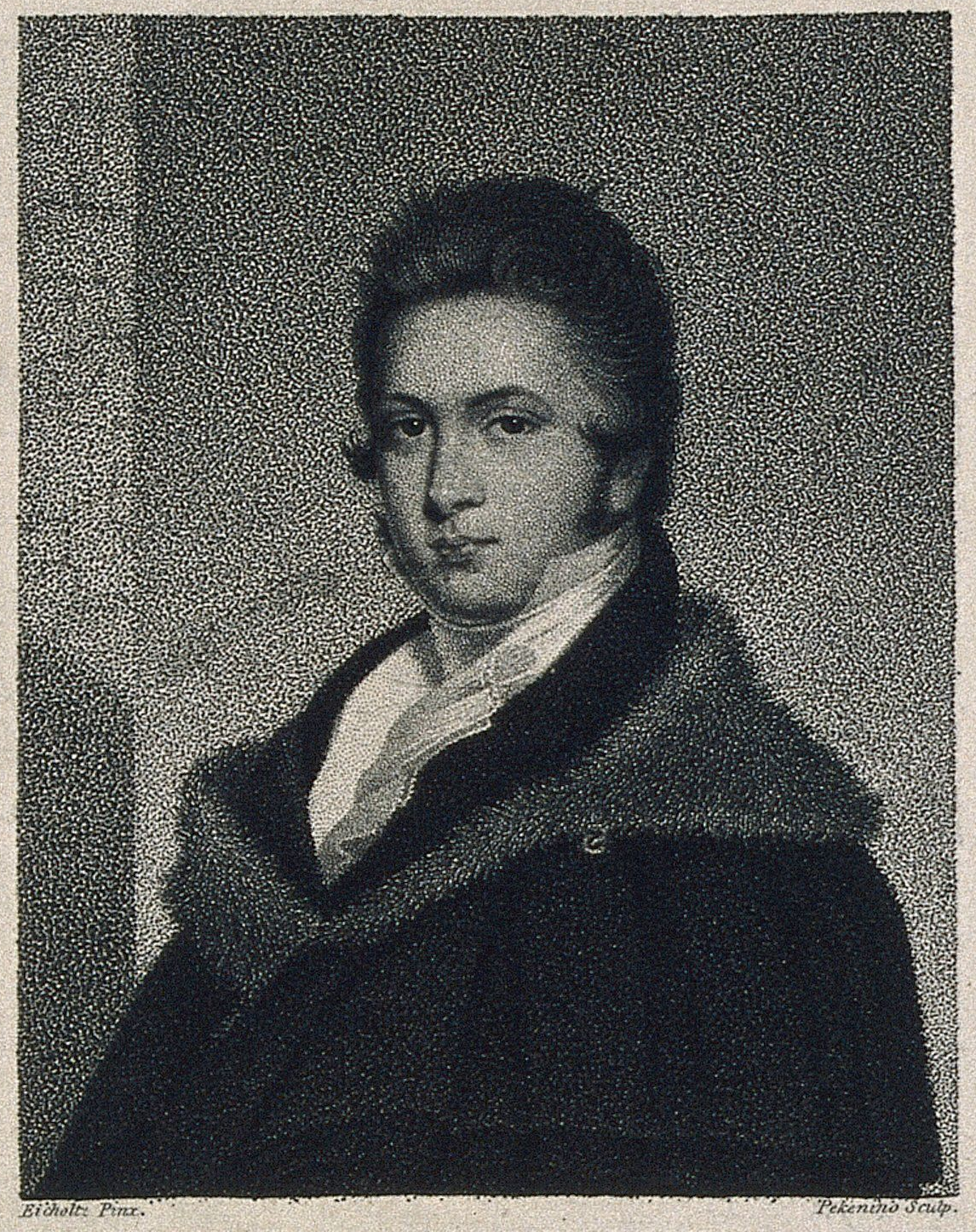
Richard Harlan

Daarnaast is er veel verwarring geweest met het verwante geslacht Saurodon, zowel in materiaal als soorten. Saurodon phlebotomus begon als een Saurocephalus phlebotomus Cope 1870. Saurodon broadheadi werd in 1900 door Loomis hernoemd in een Saurocephalus broadheadi en Saurodon xiphirostis in 1903 door Oliver Perry Hay in een Saurocephalis (sic) xiphirostris. Ichthyodectes goodeanus Cope 1877 werd een Saurocephalus goodeanus Hay 1903. In al deze gevallen gaat het naar huidige inzichten om jongere synoniemen van Saurodon leanus.
Verder is er een aantal soorten benoemd op basis van alleen tanden. Pictet benoemde een Saurocephalus albensis en een Saurocephalus inflexus; die werden in 1879 door Sauvage in het geslacht Protosphyraena geplaatst. In datzelfde geslacht plaatste Joseph Leidy in 1857 Saurocephalus ferox Gervais. Arnaud benoemde een Saurocephalus picteti op grond van een tand uit Frankrijk. Die is vier centimeter lang, te groot om aan Saurocephalus te behoren. Kiprijanov benoemde in 1860 een Saurocephalus striata voor een tand gevonden bij Koersk. Die soort was vermoedelijk bedoeld als een synoniem van Saurocephalus striatus Agassiz welke zelf in 1901 door Arthur Smith Woodward in Apateodus werd geplaatst. Die plaatste dat jaar ook Saurocephalus? lycodon Kner en Saurocephalus neocomiensis Kner in Enchodus. Saurocephalus marginatus Geinitz plaatste hij in Cimolichthys. Hij meende dat Saurocephalus monasteri Münster een lid van de Megalosauridae was. Saurocephalus? dispar Hebert 1855 vertegenwoordigt vermoedelijk tanden van Mosasauridae.
In 2009 benoemde Hani F. Kaddumi een Sauroecephalus longicorpus, 'lang lichaam', op basis van materiaal gevonden bij Harrana in Jordanië.

## Beschrijving
Saurocephalus wordt bijna volledig vertegenwoordigd door fragmentarische exemplaren, met uitzondering van enkele complete skeletten, zoals een bijna volledig specimen van de soort Saurocephalus longicorpus uit Jordanië. Het complete materiaal uit Jordanië verschafte een uitgebreide hoeveelheid waardevolle informatie over Saurocephalus. 
De dieren werden een paar meter lang.
Er zijn verschillende kenmerken vastgesteld die Saurocephalus onderscheiden van de verwant Saurodon. Het predentarium heeft het profiel van een gelijkzijdige driehoek. Het achtervlak van het predentarium heeft een ruitvormig profiel. De gewrichtsfacetten van dat vlak zijn duidelijk gedefinieerd: er zijn twee paar facetten verticale facetten. Deze liggen boven elkaar zonder elkaar te raken. Het bovenste paar is ingesnoerd. Het vlak boven de insnoering is hol gekromd en recht naar achter gericht. De helft eronder is minder hol en schuin naar onderen gericht. Verder is de symfyse van de onderkaken aan de middelste onderrand ruw met richels en groeven. De vervangingstanden dringen de tandkassen binnen via langwerpige groeven die normaliter de rand van de tandkassen doorsnijden.
De praemaxilla heeft tot twaalf tanden. Deze hebben scherpe snijranden en kunnen kartelingen tonen. Het bovenkaaksbeen heeft tot achtendertig tanden. In de onderkaak staan tot vierenveertig tanden. Naar achteren worden de tanden groter. Ze hebben lange wortels die in diepe tandkassen steken.

## Fylogenie
Saurocephalus wordt meestal in de Saurodontidae geplaatst. Er is ook een Saurocephalidae benoemd maar dat taxon is niet als familie geldig tenzij Saurodon erbuiten gehouden wordt.

## Levenswijze
Met een langwerpig, torpedo-achtig lichaam was Saurocephalus vermoedelijk vrij snel en het was waarschijnlijk een formidabel hinderlaagroofdier in open water. De morfologie van zijn tanden en kaakstructuur suggereren dat het een piscivoor, viseter, was. De dicht op elkaar staande, zeer scherpe en stevig verankerde tanden langs de boven- en onderkaak werkten samen als een scherpe getande schaar. De onderste verlenging van de bovenkaak diep tot aan de zijkanten van de onderkaak zorgde ervoor dat de kaken fungeerden als vleessnijmachines. Saurocephalus was een krachtig en woest roofdier met een krachtige kaak die grote stukken vlees van zijn potentiële prooidieren kon afsnijden en afbijten - ongetwijfeld stond vis bovenaan de dieetlijst. Om grote prooien te verwerken, moest hij ze in kleinere, beter hanteerbare stukken snijden met behulp van zijn grote kaken en gekartelde afgeplatte tanden. De schedel had vooraan de vorm van een soort schep waarmee een hele hap uit een prooi genomen kon worden. De onderkaken eindigden in een puntig predentarium, wat de kop bij het bijten gestabiliseerd kan hebben. Zulke afgeplatte tanden zijn ook bekend van de Istiodactylidae en bij deze pterosauriërs worden ze ook verklaard als een aanpassing aan het verwijderen van botten, wellicht karkassen.
Een nauwe moderne analoog van Saurocephalus en de overige saurodontiden, zouden barracuda's (Sphyraena barracuda) kunnen zijn, waarvan bekend is dat ze hun prooi in een hinderlaag lokken, rammen en verdoven met behulp van de sterke voorste projectie van het dentarium. Hoewel niet zo opvallend langwerpig, is de algemene lichaamscontour van barracuda's vergelijkbaar met Saurocephalus.